# Dimetilfumarato
Il dimetilfumarato o DMF è l'estere metilico dell'acido fumarico. Similmente alla tossina botulinica, il DMF rappresenta l'esempio di come una sostanza, potenzialmente dannosa per l'uomo, in dosaggi particolari e modalità di somministrazione diverse possa costituire un'efficace terapia farmacologica. Ne sono noti un utilizzo in ambito industriale, come essiccante e antimuffa per i prodotti in pelle (sacchettini tipo “silica gel”), che attualmente è stato fortemente limitato negli Stati dell'Unione Europea per ragioni di tossicità, e uno in campo medico, come farmaco per la cura della psoriasi (malattia della pelle) e della sclerosi multipla (malattia infiammatoria cronica del sistema nervoso centrale).

## Uso medico di dimetilfumarato
La prima descrizione di un utilizzo in campo medico risale al 1959, quando il biochimico tedesco Schweckendiek evidenziò i benefici dell'acido fumarico (capostipite del DMF) sulla psoriasi, una malattia infiammatoria della pelle. Nel 1994 una miscela di DMF e di tre sali di etil-idrogeno-fumarato (nome commerciale Fumaderm®) è stata approvata in Germania per il trattamento orale della psoriasi volgare. Successivamente, sono stati proposti diversi nuovi impieghi terapeutici per i derivati dell'acido fumarico, principalmente per disturbi localizzati alla cute (necrobiosi lipoidea, granuloma anulare, sarcoidosi, alopecia areata), ma anche per malattie tumorali, infettive (malaria, HIV) e neurologiche (malattia di Huntington). Negli anni la ricerca scientifica ha evidenziato che DMF, per i suoi effetti antinfiammatori e protettivi sul tessuto nervoso, è efficace nella cura della sclerosi multipla (SM), una malattia infiammatoria cronica del sistema nervoso centrale. Nel 2003 Biogen (ora Biogen Idec) ha acquistato i diritti esclusivi per lo sviluppo e la commercializzazione di DMF (BG00012 o BG-12, nome commerciale Tecfidera®). Nel 2013 il farmaco è stato approvato dall'Agenzia Europea dei Medicinali (EMA) per il trattamento delle persone adulte con sclerosi multipla recidivante-remittente (SMRR).

### Dimetilfumarato nella sclerosi multipla
DMF (nome commerciale Tecfidera®) è un farmaco a somministrazione orale efficace per il trattamento della sclerosi multipla recidivante-remittente (SMRR), la forma più comune di questa malattia neurologica cronica, autoimmune e progressivamente invalidante. L'approvazione della Commissione Europea si basa sui risultati favorevoli in termini di efficacia e sicurezza ottenuti in due importanti studi clinici (studi di fase 3 DEFINE e CONFIRM) che hanno testato il farmaco su un ampio numero di pazienti (circa 2600), dimostrando che esso è in grado di ridurre in maniera significativa la frequenza delle recidive della malattia e di ritardare la progressione della disabilità nei malati di SMRR.

### Meccanismo d'azione nella sclerosi multipla
Il meccanismo d'azione di DMF nella SM è ancora oggetto di studio, ma probabilmente è duplice e dipende dalla sua capacità di regolare l'attività del sistema immunitario (effetto immunomodulante) e di contrastare l'infiammazione (effetto antinfiammatorio), oltre che dall'azione protettiva sulle cellule nervose (effetto neuroprotettivo). DMF modula l'attività del sistema immunitario attivando la via dell'Nrf2 (fattore di trascrizione nucleare 2 eritroide 2-correlato), un meccanismo di difesa naturale che normalmente è innescato in condizioni di aumentato stress ossidativo e protegge le cellule dai danni che questo può causare. Mediante produzione di specifiche proteine (citochine), DMF contribuisce a contrastare l'infiammazione e il danno indotto dai macrofagi, le cellule che nella SM sono coinvolte nelle lesioni alle fibre nervose e alla loro guaina di rivestimento (mielina). Questi effetti, dunque, possono essere assai utili nella SM, proteggendo le cellule nervose del cervello e del midollo spinale dai danni secondari al processo infiammatorio tipico della malattia.

### Gli studi scientifici su DMF nella sclerosi multipla
Nello studio DEFINE (Determination of the Efficacy and safety of oral Fumarate IN rElapsing-remitting MS), il trattamento con DMF, somministrato due volte al giorno, ha ridotto del 49% il numero di pazienti che hanno avuto recidive della malattia, del 53% la frequenza di recidive e del 38% il rischio di progressione della disabilità, rispetto al placebo. 
Nello studio CONFIRM (Comparator and an Oral Fumarate in Relapsing–Remitting Multiple Sclerosis) la terapia orale con DMF, somministrata due volte al giorno, ha ridotto del 34% la percentuale di pazienti che hanno avuto recidive e del 44% la frequenza di ricadute rispetto al placebo. Nello stesso studio, la progressione della disabilità è stata ridotta maggiormente dal trattamento con DMF (-24% circa), rispetto a quello con glatiramer acetato (-7%).
Inoltre, in entrambi gli studi, il DMF ha ridotto in modo significativo le lesioni cerebrali causate dalla malattia rispetto al placebo, come dimostrato dalle misurazioni eseguite mediante risonanza magnetica (RM).

### Possibili effetti indesiderati
Gli effetti collaterali che possono associarsi più frequentemente al trattamento con DMF sono quelli inclusi nel termine flushing (arrossamento della cute del viso o del corpo, vampate di calore, sensazione di bruciore o di prurito) e i disturbi gastrointestinali quali diarrea, nausea e dolori addominali. 
Effetti indesiderati meno frequenti comprendono una riduzione del numero di linfociti (globuli bianchi) e disturbi più seri a carico del rene o del fegato. Anche se non è stato riscontrato un aumento delle infezioni negli studi clinici, è opportuno che le persone che assumono il farmaco effettuino controlli periodici della conta di linfociti nel sangue, in quanto la loro diminuzione può predisporre alle infezioni.
L'incidenza di effetti indesiderati negli studi clinici è stata più elevata nel primo mese di trattamento, per poi ridursi nel tempo. Il DMF non è stato testato nei minori di 18 anni e nelle donne in gravidanza o durante l'allattamento, perciò in questi casi la prescrizione del farmaco richiede una valutazione specifica del rapporto rischio-beneficio della terapia.

### Modalità di assunzione di dimetilfumarato
Il DMF è commercializzato con il nome Tecfidera® sotto forma di capsule rigide per assunzione orale. La dose iniziale raccomandata è di 120 mg due volte al giorno. Dopo 7 giorni, la dose iniziale è sostituita da quella regolare di 240 mg due volte al giorno. Le capsule devono essere ingerite intere, con un po' d'acqua, senza essere divise, schiacciate, sciolte, succhiate o masticate, per non alterare il rivestimento delle capsule, che protegge lo stomaco da alcuni effetti indesiderati. L'assunzione del medicinale con il cibo non è necessaria ma fortemente consigliata, ma può contribuire a ridurre gli effetti indesiderati del farmaco, quando presenti. Invece, il consumo di bevande alcooliche entro un'ora dall'assunzione del farmaco deve essere evitato perché può causare gastrite (infiammazione della mucosa dello stomaco) in soggetti predisposti.

## Uso industriale di dimetilfumarato
Caratterizzato da elevata igroscopicità (capacità di assorbire molecole d'acqua) e potere fungicida, in passato il DMF ha trovato applicazione come deumidificante e antimuffa e veniva posto in appositi sacchettini, talvolta con la denominazione “silica gel”, all'interno di mobili o scatole di calzature e borse in pelle, per evitarne il deterioramento durante trasporto e immagazzinamento in ambienti a elevata umidità. Per evaporazione, il DMF impregna il prodotto proteggendolo dalla comparsa di muffe, ma contemporaneamente può avere effetti irritanti sulla pelle dei soggetti che entrano in contatto con il prodotto stesso, provocando una dermatite da contatto accompagnata da prurito, irritazione, rossore e bruciore e, in alcuni casi più gravi, anche da disturbi respiratori acuti. Si è quindi concluso che la presenza di tale sostanza nei prodotti di consumo costituisce un rischio grave per i consumatori e dal 2009 la produzione dei preparati a base di DMF è vietata negli Stati dell'Unione Europea. Per i prodotti fabbricati al di fuori degli Stati comunitari, l'importazione in Europa è consentita solo se contengono concentrazioni di DMF non superiori al limite di 0,1 mg per kg (delibera 2009/251/CE del 17 marzo 2009).